# 카를 고틀리프 폰 빈디슈

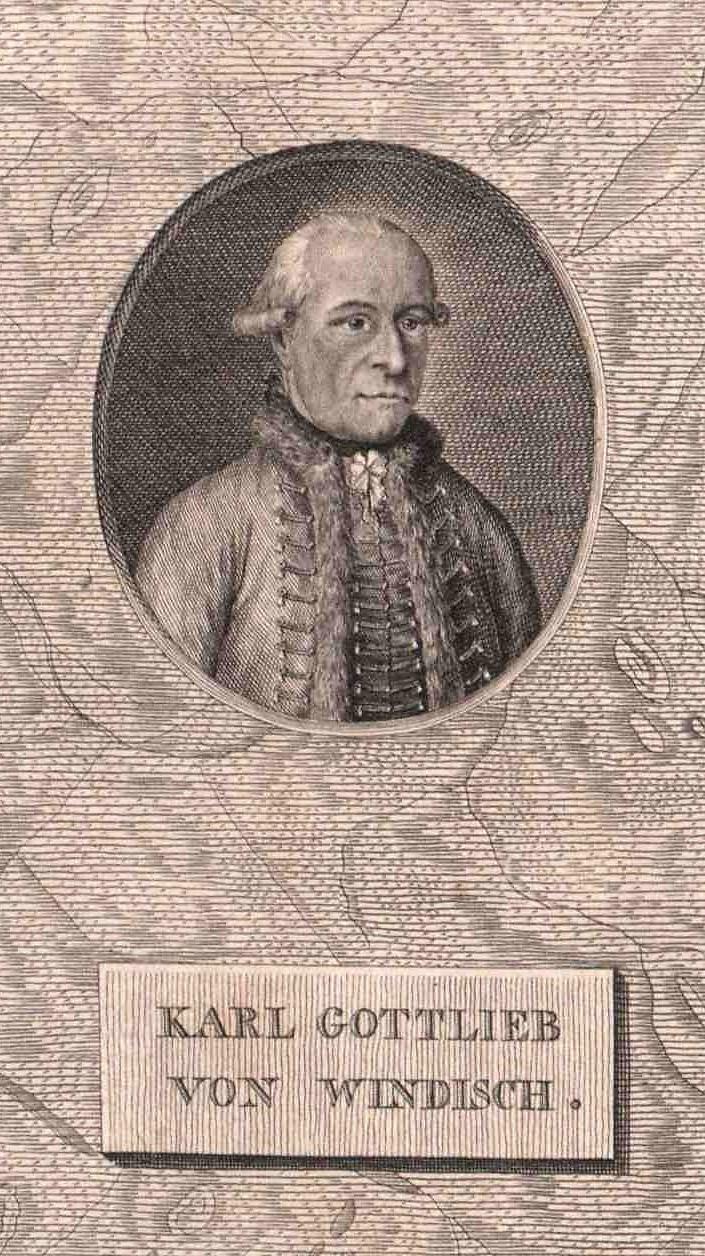
카를 고틀리프 폰 빈디슈

카를 고틀리프 폰 빈디슈 (Karl Gottlieb von Windisch, 1725년 1월 28일 ~ 1793년 3월 30일)는 헝가리-독일의 작가이다. 프레슈포로크 출신으로, 더 투르크(The Turk)의 작동원리를 밝혀내기 위한 "Briefe über den Schachspieler von Kempelen nebst drey Kupferstichen die diese berühmte Maschine vorstellen"을 집필했다.